# Айструп
Айструп (нем. Eystrup) — община в Германии, в земле Нижняя Саксония.
Входит в состав района Ниэнбург-на-Везере. Подчиняется управлению Айструп. Население составляет 3301 человек (на 31 декабря 2010 года). Занимает площадь 24,05 км².
| Год  | Население |
| ---- | --------- |
| 1990 | 2856      |
| 1995 | 3074      |
| 2000 | 3135      |
| 2005 | 3396      |
| 2010 | 3305      |